# Gürhan Gürsoy
Pour les articles homonymes, voir Gürsoy.
Gürhan Gürsoy est un footballeur turc né le 24 septembre 1987 à Kardjali en Bulgarie. Il joue au poste de  milieu offensif avec le Sivasspor.
Pour la saison 2004-2005, il est transféré de Adanaspor vers Fenerbahce et signe pour 3 ans.
Son premier match fut joué contre Usakspor pour 28 minutes. 

## Palmarès
- Champion de Turquie en 2005
- Supercoupe de Turquie 2007
- 77 sélections et 14 buts avec l'équipe espoirs de Turquie